# Future Days (The Last of Us)
«Future Days» es el primer episodio de la segunda temporada de la serie de televisión estadounidense de drama postapocalíptico The Last of Us. Escrito y dirigido por el cocreador de la serie Craig Mazin, se emitió en HBO el 13 de abril de 2025. Ambientado cinco años después de los eventos de la primera temporada, el episodio sigue a Joel (Pedro Pascal) y Ellie (Bella Ramsey), cuya relación se ha vuelto tensa como resultado de la mentira de Joel en el episodio anterior. Se han establecido en Jackson (Wyoming), con el hermano de Joel, Tommy (Gabriel Luna), y los amigos de Ellie, Dina (Isabel Merced) y Jesse (Young Mazino).
El episodio se filmó durante febrero y marzo de 2024 principalmente en Columbia Británica, donde se construyó la ciudad de Jackson en una propiedad privada. Esta entrega presenta varios personajes, entre ellos Dina, Jesse, Abby (Kaitlyn Dever) y Gail (Catherine O'Hara), para quienes los escritores realizaron varios cambios con respecto al videojuego para adaptarse a la televisión. Los críticos consideraron que el episodio es un fuerte capítulo de apertura que sirve en gran medida para establecer el resto de la temporada, elogiando la dirección, la cinematografía, la escritura y las actuaciones de Pascal, Ramsey y O'Hara. Fue visto por 5.3 millones de espectadores en su primer día.

## Trama
Joel le jura a Ellie que su historia sobre las Luciérnagas es cierta; Ellie duda, antes de responder «Está bien», y caminan hacia el asentamiento seguro de Jackson (Wyoming). En Salt Lake City, un grupo de Luciérnagas supervivientes están enterrando a sus muertos de la masacre del hospital. Una de ellas, Abby, insiste en localizar a Joel, pero Owen la disuade y le sugiere que primero se reagrupen en Seattle. Ella promete matar a Joel lentamente.
Cinco años después, a finales de 2028, Ellie y Joel se han distanciado cada vez más. Durante un entrenamiento de combate cuerpo a cuerpo, Jesse ordena moderación contra Ellie por temor a represalias de Joel, pero Ellie exige un trato igualitario. El hermano de Joel, Tommy, retira a Ellie de la patrulla a petición de Joel, pero ella insiste en cumplir con su tarea. Mientras limpia un grupo de infectados en un supermercado abandonado, Ellie se enfrenta a un nuevo tipo de infectado capaz de acecharla y moverse en silencio; ella lo mata después de que la muerde y luego da su informe al consejo de Jackson.
Mientras Joel y los demás habitantes del pueblo reconstruyen edificios abandonados de Jackson, María le ordena que trabaje más deprisa para dar cabida a la creciente población de refugiados. Joel sugiere que el ayuntamiento deje de permitirles la entrada, a lo que María señala que tanto él como Ellie llegaron a Jackson como refugiados. Joel tiene su sesión con la psicoterapeuta Gail, quien admite su resentimiento hacia él por matar a su esposo Eugene. Abrumado por la emoción, Joel confiesa haber salvado a Ellie. En una fiesta de Nochevieja, Dina baila con Ellie y se besan, lo que provoca enojo y un insulto homofóbico por parte de Seth. Después de que Joel ataca a Seth, Ellie le dice que no necesita su ayuda y él se va. Más tarde lo encuentra tocando la guitarra en su porche, pero no le habla.
Sin que los habitantes del pueblo se den cuenta, unos zarcillos infectados comienzan a ingresar a Jackson a través de una tubería rota, mientras Abby y sus amigos observan el pueblo a la distancia.

## Producción

### Concepción y escritura

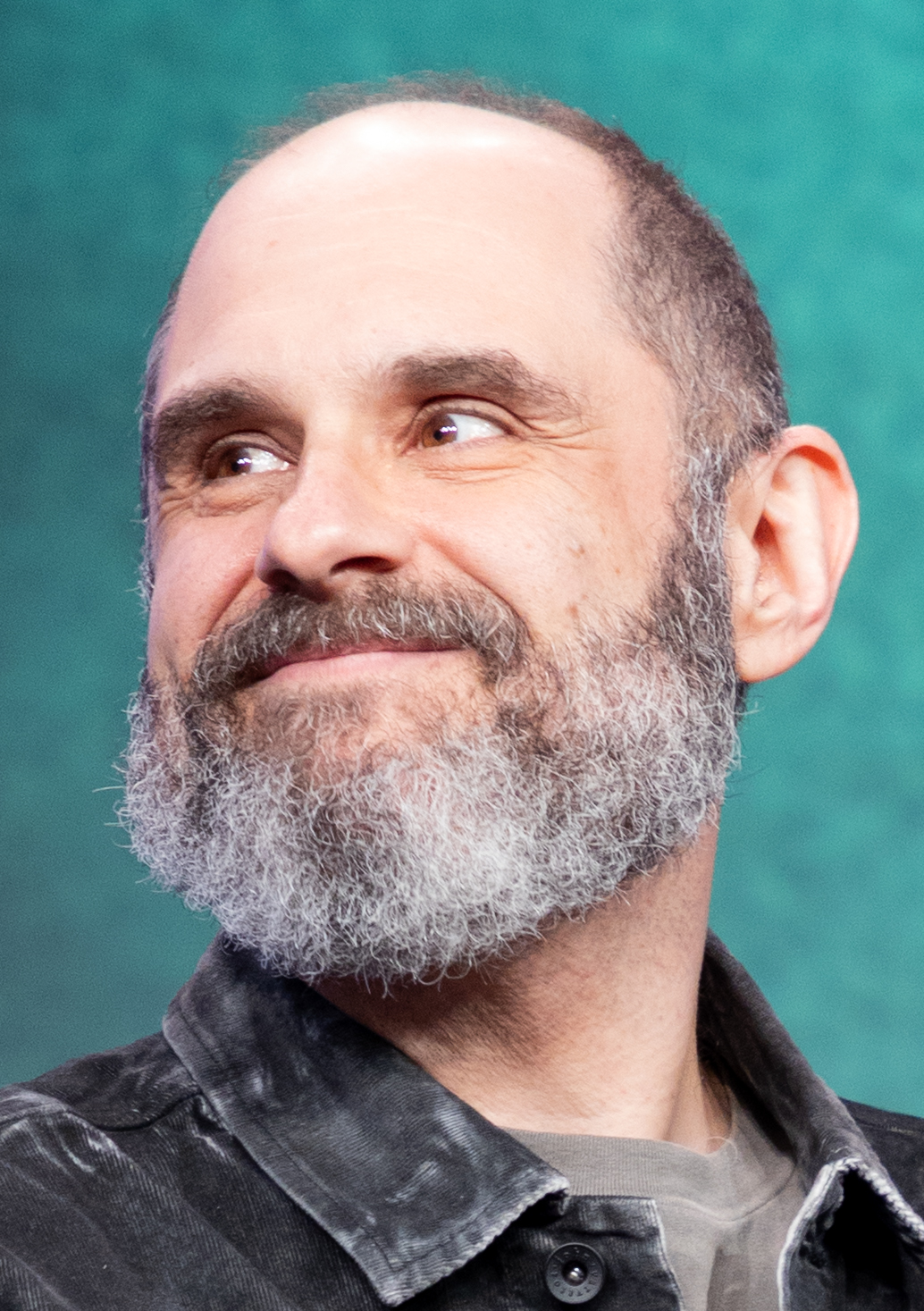
«Future Days» fue escrito y dirigido por el cocreador de la serie, Craig Mazin.

El cocreador de la serie, Craig Mazin, escribió y dirigió «Future Days», basándose en el videojuego The Last of Us Part II (2020). Los guiones de la temporada se estaban escribiendo en abril de 2023, pero la escritura se vio afectada por la huelga del Sindicato de Guionistas de Estados Unidos en mayo. Mazin entregó el guion de «Future Days» unos 90 minutos antes de que comenzara la huelga. Inspirado por el trabajo de Noah Hawley en Fargo, Mazin sintió que dirigir el estreno le permitió preparar la temporada completa y, posteriormente, trabajar estrechamente con cada director en el estudio de televisión. HBO reveló el título y la duración del episodio el 24 de marzo de 2025. Recibe su nombre de la canción de Pearl Jam «Future Days», que aparece en el juego; si bien la canción no existía en 2003, cuando el brote tiene lugar en la serie de televisión, Mazin y Druckmann sintieron que su inclusión era importante y temáticamente apropiada para los arcos de los personajes de Joel y Ellie.: 5:24 
El episodio comienza con imágenes no utilizadas del final de la primera temporada, mostrando la reacción de Joel al comentario de Ellie y los dos caminando hacia Jackson. Druckmann y Mazin encontraron que esta era una apertura apropiada para el episodio, ya que la conversación establece el conflicto de Joel y Ellie a lo largo de la temporada y las tomas adicionales de la reacción de Joel (también ausente en los juegos) demuestran su compromiso de mantener la mentira.: 6:41  La escena del acechador se incluyó para mostrar cómo pueden evolucionar los infectados, y también para demostrar una posible tristeza dentro de cada criatura. Mazin dijo que los zarcillos que crecían dentro de una tubería en Jackson reflejaban a los humanos perturbando el mundo mientras lograban la industria: romper la tubería fue un esfuerzo noble para construir hogares para refugiados, pero tiene consecuencias, al permitir que los zarcillos ingresen a Jackson.
Una escena que presentaba a la terapeuta de Joel fue cortada de la primera temporada antes de la producción; Mazin reutilizó esta idea, considerando la terapia —invaluable en un mundo como el de The Last of Us— como una oportunidad para descubrir lo que la gente está ocultando. La conversación de Joel con Gail en el episodio es similar a su confesión a Tommy en el juego; mientras que la primera sirvió en parte como resumen de los eventos del primer juego, la segunda demuestra los impactos de la mentira de Joel, y Druckmann sintió que el cambio estaba justificado por cómo impacta la narrativa más adelante. Otras escenas también fueron adaptadas de diferentes maneras, como la de Ellie y Tommy cazando infectados.
La banda Crooked Still aparece en la escena de baile como la banda ficticia Brittany and the Jug Boys, tocando su propia música que apareció en el juego: «Little Sadie» y «Ecstasy». Druckmann quería que apareciera una banda en el juego, pero estaba limitado por el tiempo y las restricciones de desarrollo.: 36:16  Gustavo Santaolalla, quien compone la música para la serie y los juegos, también tiene un cameo (una referencia a su cameo en el juego) tocando música junto a Crooked Still, con quien solo habló brevemente antes de la filmación a pesar de nunca haber tocado sus canciones antes. Ellie escucha «Love Buzz» de Nirvana en su habitación. En la escena del baile, los escritores encontraron importante considerar el estado de los derechos LGBTQ en 2003 y demostrar «cómo eran las cosas» a través de la homofobia de Seth.

### Elenco y personajes
Pedro Pascal y Bella Ramsey, quienes se hicieron cercanos durante la producción de la primera temporada, consideraron «dolorosa» la separación de sus personajes, haciendo «más solitaria» la filmación de la temporada, aunque Pascal la consideró como «una fisura muy identificable en las relaciones entre padre e hijo». Pascal encontró que la «parálisis obstinada» de Joel, alimentada por el miedo de perder a Ellie, lo obligaba a volverse vulnerable, lo que lo ayudó a enfrentar el agotamiento en su propia vida. Mazin encontró los encuentros de combate de Ellie más interesantes debido al tamaño de Ramsey, explorando técnicas utilizadas por personas más bajas contra enemigos más grandes, como el jiu-jitsu brasileño. Ramsey entrenó jiu-jitsu durante dos meses antes de filmar; encontraron las acrobacias agradables pero agotadoras. Mazin sintió que había presenciado el crecimiento de la personalidad y la madurez emocional de Ramsey entre temporadas, lo que se refleja en la serie.
La temporada presenta varios personajes nuevos y pasa más tiempo con ellos. Mazin sintió que los nuevos actores «encajaban perfectamente» debido a la reputación establecida de la serie. El castin se suspendió en mayo de 2023 debido a la huelga de guionistas; los actores audicionaron con escenas de The Last of Us Part II por falta de guiones. Abby fue la primera en ser elegida; Kaitlyn Dever se convirtió en la favorita después de que la huelga de actores terminara en noviembre de 2023, luego de la respuesta a su actuación en No One Will Save You (2023). Su elección fue anunciada el 9 de enero de 2024. Se realizaron varios cambios en la historia de Abby en la serie (como su papel como Luciérnaga que se revela en «Future Days» a pesar de que la información se retuvo hasta mucho más tarde en el juego), ya que su jugabilidad en el juego exigía diferentes revelaciones narrativas.: 10:56  Mazin consideró importante demostrar el impacto humano de las acciones de Joel,: 3:31  y Dever encontró que el cambio permitiría a los espectadores comprender la ira de Abby en un tiempo más limitado. Mazin comparó el dolor y la rabia de Abby con las emociones de Joel después de la muerte de su hija en la primera temporada.: 4:09 
La elección Young Mazino como Jesse se anunció el 10 de enero de 2024, seguida por la de Isabela Merced como Dina el 11 de enero. Mazino sintió que la dinámica entre él y Merced reflejaba la de Jesse con Dina: envidiaba su personalidad alegre pero estaba demasiado agobiado por la responsabilidad como para corresponderle.: 10:32  Se habla de la relación de Dina con Joel, pero no se ve en el juego; los escritores sintieron que la serie brindaba una oportunidad para mostrarla.: 21:13  Mazin descubrió que reflejaba relaciones reales en las que los amigos de los hijos suelen valorar más a los padres. Merced encontró en Joel una figura de «tío divertido» para Dina, y señaló que su confianza mutua era natural considerando su amor por Ellie. Merced consideraba que Dina era la inteligencia que complementaba la fuerza de Ellie.: 5:41  Mazino y Merced tomaron el instrumento de Santaolalla durante la filmación, sin saber que era suyo ya que aún no había llegado.
Los rumores en enero de 2024 afirmaron que Catherine O'Hara había sido elegida para interpretar a Gail; su elección se anunció ese 2 de febrero, y el nombre de su personaje fue revelado en febrero de 2025. Mazin sintió que O'Hara, una actriz tradicionalmente cómica, era adecuada para el papel dramático debido a su profundidad, inspirada por el trabajo de Vince Gilligan en Breaking Bad y Better Call Saul, como la elección de Bryan Cranston como Walter White.: 25:37  O'Hara vio la primera temporada después de que sus hijos, que jugaron los juegos, le mostraran la adaptación; uno de ellos trabaja en la serie como decorador. Ella buscó aportar comedia oscura al papel. El castin de Danny Ramirez, Ariela Barer, Tati Gabrielle y Spencer Lord como Manny, Mel, Nora y Owen, respectivamente, se anunció el 1 de marzo de 2024, seguidos por Robert John Burke y Noah Lamanna como Seth y Kat el 5 de marzo de 2025.

### Filmación
Retrasada por las huelgas de guionistas y actores, la fotografía principal de la temporada comenzó con «Future Days» el 12 de febrero de 2024, trabajándose bajo el título provisional Mega Sword. El primer día involucraron a Ramsey y Merced —la escena en la que Dina recoge a Ellie para patrullar— y Mazin sintió su química de inmediato.: 24:59  Un edificio en Kamloops fue decorado para replicar el Greenplace Market en febrero. La producción se llevó a cabo en Calgary (Alberta), donde se filmó parcialmente la primera temporada, el 5 y 6 de marzo, antes de trasladarse a Mission, Fort Langley y Langley, replicando a Jackson. El episodio estuvo cerca de completarse el 12 de marzo. La producción regresó a Alberta durante diez días a partir del 18 de marzo, con filmaciones en Exshaw y a lo largo de una autopista del 21 al 24 de marzo, lo que requirió nieve y un cierre parcial de la misma durante 72 horas.
La ciudad de Jackson se construyó en una propiedad privada en Minaty Bay (Britannia Beach); los diseños originales eran mucho más grandes pero estaban limitados por restricciones presupuestarias. Las salas verdes de los actores estaban en escaparates construidos por los equipos de construcción, quienes tenían pleno acceso a los artes conceptuales de los juegos. La toma de Ellie al comienzo del baile fue replicada del juego porque Mazin la consideró importante; sintió que mostraba tanto las similitudes como las diferencias de la serie. La directora de fotografía, Ksenia Sereda, intentó inicialmente filmarlo con una grúa; cuando Mazin no quedó satisfecho con la toma, Sereda lo filmó cámara en mano, lo cual a Mazin le pareció perfecto.: 33:53  Druckmann encontró la toma emotiva porque sintió que demostraba el amor y la pasión del equipo de producción, especialmente Mazin y Sereda, por el material original.: 35:09  La secuencia de terapia se filmó durante un día completo, lo que O'Hara consideró «intenso».

## Recepción

### Emisión y audiencias
En diciembre de 2023, HBO anunció que la segunda temporada se estrenaría en su cadena de televisión y servicio de transmisión Max en 2025; Casey Bloys, presidente y director ejecutivo de HBO y Max, dijo que se emitiría durante la ventana de elegibilidad para los siguientes Premios Emmy. Druckmann anunció la ventana de estreno de la temporada en abril como parte de la presentación de Sony en el Consumer Electronics Show en enero de 2025; el mes siguiente, HBO anunció la fecha del 13 de abril. El primer episodio tuvo su estreno mundial en la alfombra roja del Teatro Chino TCL en Los Ángeles el 24 de marzo, seguido por una alfombra roja y una proyección en el Teatro Estatal de Sídney el 2 de abril Grand Rex en París el 5 de abril y Vue West End en Leicester Square (Londres) el 10 de abril. El episodio se emitió en HBO el 13 de abril; una versión en lenguaje de señas americano del episodio, interpretada por Daniel Durant y dirigida por Leila Hanaumi, se lanzó simultáneamente en Max. El episodio tuvo 5.3 millones de espectadores en Estados Unidos en su primera noche, incluyendo espectadores por cable y reproducciones en Max, un aumento del 13% desde el estreno de la primera temporada. La audiencia de la primera temporada aumentó un 150% en la semana anterior a «Future Days». En HBO, el episodio tuvo 938 000 espectadores.

### Recepción crítica

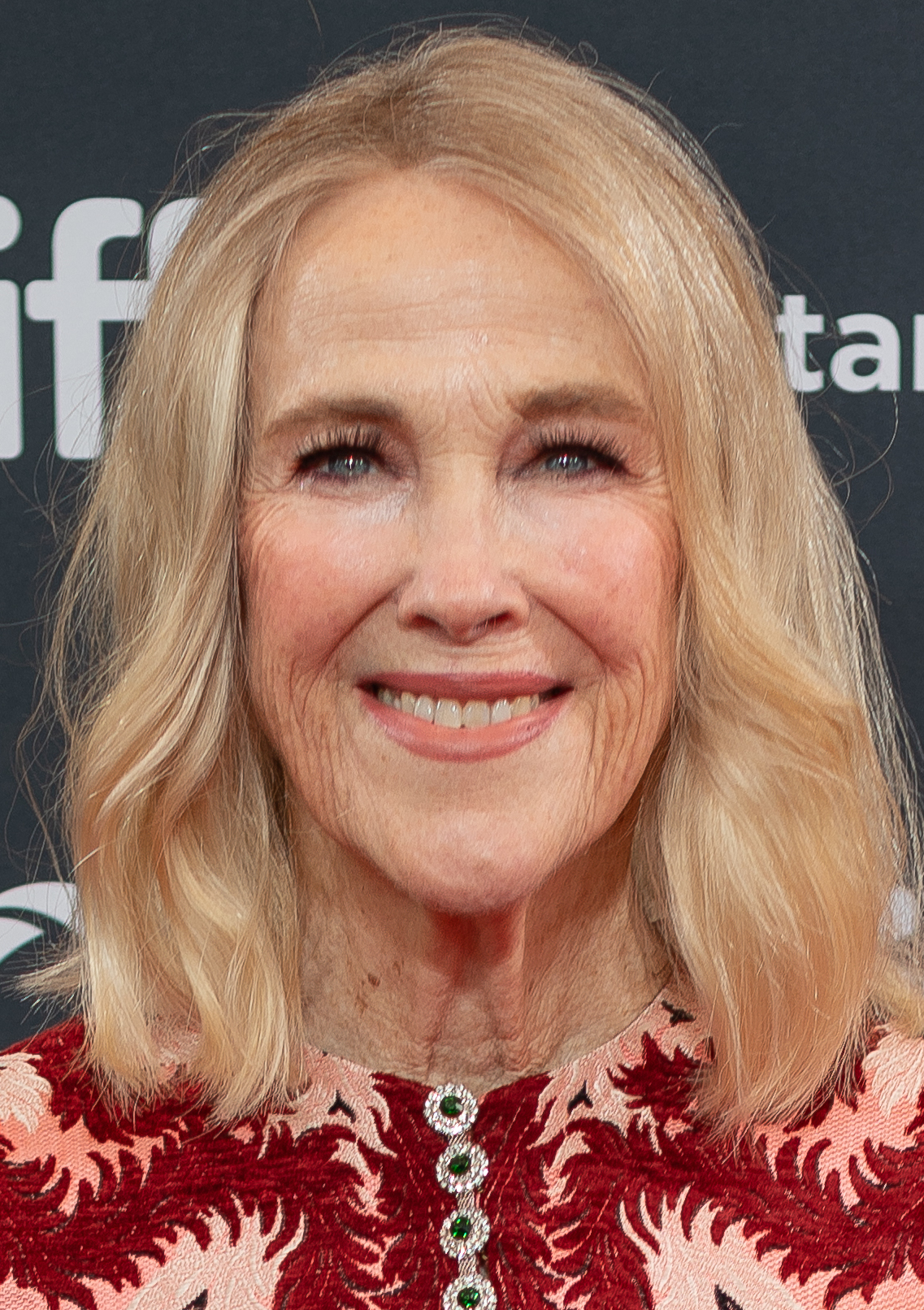
Los críticos elogiaron la actuación de Catherine O'Hara por retratar la vulnerabilidad de su personaje, particularmente a la luz de su reputación como actriz de comedia.

«Future Days» tiene un índice de aprobación del 100% en el agregador de reseñas Rotten Tomatoes, basándose en 27 críticas, con una puntuación media de 8,4 sobre 10. El consenso crítico de la página web dice: «Pedro Pascal y Bella Ramsey demuestran una vez más ser una fuerza vital inquebrantable en «Future Days», el estreno de la segunda temporada que enciende un fuego inamovible para el viaje plagado de hongos que está por venir». Los críticos lo consideraron un capítulo de apertura fuerte que sirve en gran medida para establecer el resto de la temporada, y Kelly Lawler, de USA Today, encontró que el ritmo atractivo del episodio le recuerda al de la primera temporada. Simon Cardy, de IGN, alabó la dirección de Mazin, que, en opinión de Nathan Ingraham, de Engadget, «rinde homenaje al juego de formas encantadoras», sobre todo en el primer plano de la escena de la fiesta. Katie Doll, de Comic Book Resources, consideró los amplios planos de Jackson «una carta de amor» al equipo que lo creó, y alabó el enfoque de Mazin y Sereda en su alcance.
Los críticos elogiaron las actuaciones de Pascal y Ramsey y anhelaron más escenas compartidas entre ellos. La interpretación de Ellie por parte de Ramsey fue elogiada por su encanto, aunque algunos no estaban convencidos de que representaran el salto temporal de cinco años, y Pascal fue elogiado por sus sutiles matices al retratar la frustración y la tristeza de Joel, particularmente en su escena con O'Hara, que Caroline Siede, de The AV Club, consideró «quizás el mejor trabajo actoral de Pascal hasta la fecha». Tom Power, de TechRadar, opinó que «cada nuevo actor encaja con su personaje como un guante». A varios críticos les gustó la representación que O'Hara hace de la vulnerabilidad que subyace en su personaje, particularmente a la luz de su trabajo cómico en The Studio que se emite simultáneamente con The Last of Us. La actuación de Dever fue elogiada por su emotividad y ferocidad a pesar de su breve aparición, y el trabajo de Mazino y Merced fue elogiado; Brady Langmann, de Esquire, sintió que esta última «estalla en la pantalla» y la consideró la más destacada.
Varios críticos apreciaron los homenajes y cambios en la narrativa del juego, que Aaron Bayne, de Push Square, escribió «es lo que buscamos en una adaptación», aunque Cardy, de IGN, cuestionó algunos cambios, prefiriendo que la historia de fondo de Abby y la secuencia de baile se mantengan hasta más adelante en la narrativa, como en el juego. Kenneth Shepard, de Kotaku, también encontró que las motivaciones de Abby se beneficiaban del misterio y la tensión, mientras que ella revela abiertamente sus pensamientos en el episodio. Mary Kassel, de Screen Rant, sintió que el episodio tenía cierta «exposición pesada», pero consideró que era necesario establecer la historia. Los críticos elogiaron el suspenso de la escena del acechador —que Siede, de The AV Club, comparó favorablemente con una película de terror debido a los movimientos del intérprete— y la tensión tranquila de la sesión de terapia de Joel, que Cardy, de IGN, sintió que «muestra maravillosamente el dolor compartido de todos en este mundo». Shepard, de Kotaku, calificó la secuencia de baile como «una puta escena perfecta» que se dejó prácticamente sin cambios, incluido el diálogo meticulosamente elaborado.